# 슈퍼컴퓨터
슈퍼컴퓨터(supercomputer)는 과학기술연산을 비롯한 다양한 분야에 사용되는 고속/거대 용량 컴퓨터이다. 일반적 용도의 컴퓨터(general-purpose computer)에 비해 최상급 수준의 처리 능력(특히 연산 속도)을 갖춘 고성능 컴퓨터 유형을 가리키는 말이며, 간혹 단순히 HPC(high-performance computer)라고 부르기도 한다.
기존에는 슈퍼컴퓨터가 주로 과학기술연산 분야만을 목적으로 이용되는 초고속 컴퓨터로 이해되어 왔다. 이것은 초기에 컴퓨터의 개발 목적이었던 군사, 경제 목적의 활용에 근거가 되는 계산 분야가 과학/기술 분야로 분류되었기 때문이며, 2000년대에 와서는 그 활용분야가 대폭 늘어나고 세상 변화의 저변에 슈퍼컴퓨터 즉 고속/거대 용량 컴퓨터가 자리 잡고 있다.

## 개요
최초의 슈퍼컴퓨터로 명명된 것으로 알려진 기계는 1964년 미국 CDC의 시모어 로저 크레이(Seymour Cray)가 설계한 CDC 6600이며, 슈퍼컴퓨터가 대중적으로 알려진 것은 1985년 미국 크레이(Cray Research, Inc.)에서 발표한 Cray-2가 시초이다.
주로 미국 해군이 필요로하던 전자장비를 개발하여 납품하고 있던 CDC사 소속의 계산과학분야 연구원들이 기존의 컴퓨터의 성능이 못마땅하여 10배쯤 빠른 컴퓨터를 만들자고 목표를 세웠고, 그 즈음되는 성능이면 "슈퍼"라는 접두어를 붙여 슈퍼컴퓨터라고 부르기 시작했다고 알려진다.
세이무머 크레이(Seymour Cray)가 CDC로부터 독립하여 다른 곳이 추월하기 어려운 독보적인 성능의 고성능 컴퓨터를 만들어 1970년대와 1980년대를 풍미했으며, "슈퍼컴퓨터"시장을 창출한 인물로 추앙받고 있다.
기업 계산용과 사무용, 혹은 개인용 컴퓨터가 등장하기 이전의 컴퓨터들은 주로 국방목적과 국가적인 전략 분야의 과학기술 연구 목적으로 만들어지고 활용되었다. 세상에 제일 처음 등장하였던 컴퓨터는 바로 그 시대의 슈퍼컴퓨터였고, 그 뒤로 등장하였던 가장 빠르고 뛰어난 성능의 컴퓨터들은 계속 그 시대의 슈퍼컴퓨터였다. 그리고, 그러한 종류의 (슈퍼)컴퓨터들은 정부가 필요로 하는 목적의 고가의 제품으로 국가 과학기술 경쟁력의 기반이 되어 왔다는 표현도 과장된것이 아니다.
이렇게 시작된 컴퓨터의 역사는 민간 분야로 기술이 이전되고 새로운 응용영역을 찾으면서 몹시 다양한 형태로 활용이 되어왔다. 슈퍼컴퓨터에서 활용되던 벡터 계산 기술은 현재 인텔(Intel)사와 에이엠디(AMD)사가 제조하여 개인용 컴퓨터와 노트북에 사용하도록 판매하고 있는 CPU에 적용이 되고 있고, 이런 CPU를 활용하는 개인용 컴퓨터와 소형 워크스테이션들을 집합적으로 사용하는 클러스터 컴퓨팅 방식의 슈퍼컴퓨터들이 다양하게 활용되고 있다. 이것은 개인용 컴퓨터에서 수행되는 알고리즘이 슈퍼컴퓨터에서 수행되는데 큰 무리가 없다는 것을 의미하며, 그 만큼 다양한 응용이 가능하다는 것을 의미한다.
2012년 기준으로, 슈퍼컴퓨터는 전통적인 컴퓨터 시뮬레이션(Computational Simulation)분야를 넘어서서, 다양한 형태의 대규모 컴퓨팅 영역의 모든 분야에 쓰이고 있다. 구글이나 아마존, Youtube, 애플의 시리(Siri)서비스, WETA Digital의 영화/영상 제작 등에서 슈퍼컴퓨터 구조와 거의 동일한 방법론으로 대용량/고성능 컴퓨팅 시설을 갖추고 다양한 응용 서비스를 제공하고 있다.
전 세계 슈퍼컴퓨터의 통계는 TOP500 Supercomputer Sites 가 주요한 참고자료이다. 이곳은 미국의 맨하임 대학교와 테네시 대학교가 공동으로 운영하며, 린팩(linpack)등의 성능 비교 테스트를 통해 매년 두 차례 전 세계 슈퍼컴퓨터의 순위를 매긴다.
슈퍼컴퓨터의 성능 비교 테스트를 위한 벤치마크 프로그램으로 활용되고 있는 린팩 또한 다양한 응용영역이 발굴됨에 따라 기존에 순차처리 방식의 어레이 계산 위주이었던 알고리즘 구성에서 대용량 I/O와 병렬/분산 처리에 따른 알고리즘을 수용하도록 바뀌고 있다.
2013년 6월 기준으로 최고의 슈퍼컴퓨터는 중국의 국방과학기술대학에서 개발된 천하 2호로써, 3만 2천개의 제온 프로세서 및 4만 8천개의 제온 파이 코프로세서로 구성되어 있다
(매년 6월과 11월 '슈퍼컴퓨터 톱 위원회'에서 가장 빠른 컴퓨터 1~500위 순위를 발표한다.)
Top500.org의 통계는 산업/기술/과학 선진국들이 고성능 컴퓨터들을 어떤 분야에서 어떻게 활용하고 있는가를 보여주는 것으로, 과학/기술을 통하여 발전한 사회의 IT이용 형태를 보여 주고 있다.

## 개발 경쟁
세계에서 슈퍼컴퓨터를 개발하는 선두주자는 미국과 중국 그리고 유럽이다.
2005년 11월 기준으로, 미국 캘리포니아주 로런스 리버모어 국립연구소에 세계 1위의 블루진/L(280.6 테라플롭(teraflops): 초당 280조 6,000억 번의 부동소수점 연산처리 속도), 세계 2위의 ASC 퍼풀(100 테라플롭)이 있다. 모의 핵실험에 쓰였다.

## 활용
슈퍼컴퓨터는 기상 예측과 모의 핵실험 분야에서 발전해 왔다.
슈퍼컴퓨터는 초창기~1990년대 초까지 물리적인 실험을 수학식과 컴퓨터 프로그래밍 언어, 즉 절차언어를 통해 표현할 수 있는 형태로 표현한 계산실험(Computational Simulation)으로 대체 하기 위한 영역에서 활용되어 왔다.
이러한 활용영역은 컴퓨터라는 것이 활용되고 있는 분야의 확장과 함께 동시에 확대되고 있다. 그러나 일반적으로 개인이 컴퓨터를 사용하는 모든 영역에 활용되는 것이 아니고, 초고성능/거대용량의 계산 능력을 필요로 하는 영역에 대해 적용이 된다.
구글과 아마존(Amazon), 애플, Youtube, WETA Digital 등 다양한 곳에서 다양한 목적으로 활용하고 있어, 특정 활용 영역을 지정하기 어려운 수준이다. 특히, 클라우드 컴퓨팅 서비스를 제공하기 위한 하드웨어 플랫폼으로 슈퍼컴퓨팅 서비스를 위한 장비들이 동일하게 사용되고 있다.

### 핵개발
남아프리카공화국과 이스라엘은 "핵실험 없는 핵개발 방법"으로 핵무기를 개발했다. "핵실험 없는 핵개발 방법"이란 "슈퍼컴퓨터를 통한 시뮬레이션"과 "임계질량 이하의 핵실험" 등을 말한다.

## 세계의 슈퍼컴퓨터

### 미국의 슈퍼컴퓨터
최초의 슈퍼컴퓨터로 알려진 기기는 1964년 미국 CDC의 시모어 로저 크레이(Seymour Cray)가 설계한 CDC 6600이며, 슈퍼컴퓨터가 대중적으로 알려진 것은 1985년 미국 크레이(Cray Research, Inc.)에서 발표한 Cray-2가 시초다.

### 중국의 슈퍼컴퓨터
2013년 6월 기준으로 최고의 슈퍼컴퓨터는 중국의 국방과학기술대학에서 개발된 천하-2호로써, 3만 2천개의 제온 프로세서 및 4만 8천개의 제온 파이 코프로세서로 구성되어 있다

### 대한민국의 슈퍼컴퓨터
대한민국 최초의 슈퍼컴퓨터는 1988년 11월 연구전산망(KREOnet)의 중앙전산기로 도입된 2GFlops 성능의 Cray-2S이며, 1993년 11월에는 슈퍼컴퓨터 2호기로 16GFlops 성능의 Cray-C90가 도입되었다.
기준으로 대한민국은 연산 세계랭킹 18위의 슈퍼컴퓨터 1대를 보유하고 있으며, 한국과학기술정보연구원(KISTI) 산하에 슈퍼컴퓨팅센터를 두고 있고 그 밖에 한국슈퍼컴퓨팅센터협의회(KSCA)가 구성되어 모두 15개 기관이 가입하고 있다.

#### 국내 슈퍼컴퓨터 목록
- 한국과학기술정보연구원(KISTI)[3]
  - 1호 : 1988년 KISTI는 2 기가플롭스 속도인 국내 1호 슈퍼컴퓨터 Cray-2S를 미국에서 도입했다. 자동차 설계, 기후 예측 등의 응용 분야와 계산과학 분야에 주로 사용
  - 2호 : 1993년 2호기 슈퍼컴퓨터 Cray C90를 도입했다. 자동차 설계, 기후 예측 등의 응용 분야와 계산과학 분야에 주로 사용
  - 3호 : 3호기 슈퍼컴퓨터는 2001년부터 2003년까지 NEC SX-5,6과 IBM p690을 순차적으로 도입하였다. 정식 명칭 "노벨". IBM p690 와 NEC SX-5 벡터형 슈퍼컴퓨터 2가지로 구성. 이론속도 4.3 테라플롭스, 실측속도 2.8 테라플롭스. 2003년 12월 도입. 2004년 11월 기준으로 세계 156위. 단백질 접힘 구조 분석, 유체역학 등 첨단 응용과학에 사용[4][5][6]
  - 4호 : 2010년 5월 31일 독일 함부르크에서 개최된 국제슈퍼컴퓨팅컨퍼런스(ISC’10)에서 제35차 슈퍼컴 리스트가 발표되었다. 대한민국 최고 속도의 슈퍼컴퓨터는 "KISTI 슈퍼컴퓨터 4호기"로서, 당시 세계 15위를 기록했다. 대한민국이 보유한 슈퍼컴으로는 유일하게 500위 내에 들었다. 썬마이크로시스템즈 제품이며 300 테라플롭스의 속도를 낸다.
- 기상청
  - 1호: NEC SX-5/28M2. 1999년 6월 도입.
  - 2호: CRAY X1E. 15.7 테라플롭스. 2004년 11월 도입
  - 3호: CRAY XE6. 379 테라플롭스. 2조. 2010년 11월 기준 한국 최고속도. 세계 19(해온), 20위(해담).[7]
  - 4호: CRAY XC40. 2,339 테라플롭스. 2017년 11월 기준 세계 57(누리), 58(미리).
- 서울대학교
  - 3호: IBM 블레이드센터 JS20. 5.6 테라플롭스. 2005년 6월 도입. 2007년 6월 기준으로 세계 270위.[8]
- 한국과학기술연구원(KIST)
  - 1호: IBM PC 서버 시스템(eServer xSeries e1350). 레드햇 리눅스. 실측속도 3.07 테라플롭스. 2003년 12월 도입. 도입당시 세계 19위[1][9]
- 포스코ICT
- 대법원

#### 한국슈퍼컴퓨팅센터협의회 가입기관
- 한국슈퍼컴퓨팅센터협의회
- 한국과학기술정보연구원(KISTI): 슈퍼컴퓨팅연구소
- 기상청
- 한국과학기술연구원(KIST)
- 한국과학기술원(KAIST)
- 한국과학기술원 부설 고등과학원(KIAS)
- 삼성종합기술원(SAIT)
- 금호아시아나그룹: 금호슈퍼컴센터
- 포항공과대학교(POSTECH): 포항공대-휴렛펙커드 수퍼컴퓨팅 센터
- 서울대학교: 중앙전산원
- 부산대학교
- 전북대학교: 정보전산원 보관됨 2006-01-03 - 웨이백 머신
- 부경대학교: 정보전산원
- 서울시립대학교
- 건국대학교
- 명지대학교: 자연과학연구소 수리계산연구센터
- 동명대학교: 종합정보센터
- UNIST

#### 활용사례

##### 기상예측
기상청이 2010년에 5년간 1천억여원을 들여서 수입한 기상용 슈퍼컴퓨터 3호기는 전 세계 슈퍼컴퓨터 성능 19, 20위(연산 처리 속도인 테라플롭스 기준)에 랭크 되어 있으며, 기상청 슈퍼컴퓨터 3호기를 이용한 수치예보 모델(기상예측용 방정식)의 품질은 기존 슈퍼컴퓨터 2호기를 사용해서 측정했던 2008년 기준 세계 9위에서 2010년 추정 세계 6~7위 수준으로 평가(추정)되고 있다.

## 같이 보기
- 세종대왕급 구축함: 슈퍼 컴퓨터가 설치되었다.
- 고성능 컴퓨팅
- 슈퍼컴퓨터 천둥

### 가상의 슈퍼컴퓨터
- 포켓몬스터 시리즈 - 메타그로스
- SCP 재단 - SCP-079